# Milena Rosner
Milena Maria Rosner (Słupsk, 4 januari 1980) is een Poolse volleybalster. Ze speelt als buitenaanvaller.

## Sportieve successen

### Club
Beker van Poolse:
- 2003

Poolse Kampioenschap:
- 2006, 2009
- 2005

CEV Champions League:
- 2007

Spanje Kampioenschap:
- 2007

Beker van Italiaanse:
- 2008

Roemenië Kampioenschap:
- 2011

### Nationaal team
Europees kampioenschap:
- 2005

## Individuele onderscheidingen
- 2007: Het beste buitenaanvaller CEV Champions League